# Canton de Rioz
Le canton de Rioz est une circonscription électorale française située dans le département de la Haute-Saône et la région Bourgogne-Franche-Comté.

## Géographie
- Ce canton est organisé autour de Rioz dans l'arrondissement de Vesoul.
- Son altitude varie de 209 m (Boulot) à 469 m (Échenoz-le-Sec).
- Les villages les plus importants du canton sont Rioz, Voray-sur-l'Ognon, Boulot, Boult.
- Ses rivières les plus importantes sont l'Ognon, la Romaine, la Buthiers et la Tounolle.
- Autres ruisseaux : le ruisseau des Vieilles-Granges, le ruisseau des Sept Fontaines, le ruisseau de l'Etang de Vau, le ruisseau d'Anthon, Le Ruisseau de Dournon, le ruisseau des Ermites et le ruisseau de l'Allée Verte.

## Histoire
Par décret du 17 février 2014, le nombre de cantons du département est divisé par deux, avec mise en application aux élections départementales de mars 2015. Le canton de Rioz est conservé et s'agrandit. Il passe de 27 à 52 communes.

## Représentation

### Conseillers d'arrondissement (de 1833 à 1940)
| Période                                  | Période | Identité              | Étiquette              | Qualité |
| ---------------------------------------- | ------- | --------------------- | ---------------------- | --- |
| 1833                                     | 1839    | Jean Baptiste Verbois |                        | Notaire à Voray                                                                                             |
| 1839                                     | 1848    | M. Vuillaume          |                        | Notaire à Rioz                                                                                              |
|                                          |         |                       |                        | |
| 1919                                     | 1925    | M. Cornu              |                        | |
| 1925                                     | 1931    | M. Monnet             | Union républicaine     | |
| 1931                                     | 1940    | Edmond Fachard        | Union des républicains | Maire d'Aulx-lès-Cromary                                                                                    |
| 1940                                     |         |                       |                        | Les conseils d'arrondissement ont été suspendus par la loi du 12 octobre 1940 et n'ont jamais été réactivés |
| Les données manquantes sont à compléter. |         |                       |                        | |

### Conseillers généraux de 1833 à 2015
| Période         | Période                   | Identité                                  | Étiquette          | Qualité |
| --------------- | ------------------------- | ----------------------------------------- | ------------------ | --- |
| 1833            | 1848                      | Etienne Joseph Sirot                      |                    | Faïencier Maire de Rioz |
| 1848            | 1856 (décès)              | Romain Emmanuel Fachard                   |                    | Président du Tribunal de Vesoul |
| 1856            | 1868 (décès)              | Charles-Edouard Thirria                   |                    | Inspecteur général des Mines |
| 1868            | 1871                      | Charles Sublet d'Heudicourt de Lénoncourt |                    | Maire de Bussières |
| 1871            | 1880                      | Prosper-Alexis Boissaux                   |                    | Conseiller référendaire à la Cour des Comptes Propriétaire à Maizières |
| 1880            | 1892                      | Hippolyte Blanchot                        | Républicain        | Docteur en médecine à Grandvelle |
| 1892            | 1906 (décès)              | Félix Hézard                              | Républicain        | Docteur en médecine à Maizières |
| 1907            | 1919                      | Jules Hézard (frère du précédent)         | Républicain        | Sous-chef de bureau au Ministère de la Justice |
| 1919            | 1941 (démission d'office) | Fernand Raguin                            | Rad.ind.           | Agriculteur Maire de Neuvelle-les-Cromary Révoqué par le Gouvernement de Vichy |
|                 |                           |                                           |                    | |
| 1943            | 1945                      | Pierre Juillard (1901-1955)               |                    | Médecin Conseiller municipal de Rioz Nommé conseiller départemental en 1943 |
|                 |                           |                                           |                    | |
| 1945            | 1951                      | Jules Démoly                              | PCF                | Instituteur en retraite Maire de Quenoche |
| 1951            | 1965 (décès)              | Joseph Oudin                              | DVD                | Maire de Fondremand |
| 25 juillet 1965 | 1976                      | Jean-Marcel Jeanneney                     | UDR puis Centriste | Professeur Maire de Rioz (1967-1989) Ministre (1959-1962 ; 1966-1969) Président du Conseil Général (1970-1971) |
| 1976            | 1988                      | Jacques Varin                             | DVD puis UDF       | Maire de Chaux-la-Lotière |
| 1988            | 2015                      | Yves Krattinger,                          | app. PS puis PS    | Professeur de construction mécanique et microtechnique Sénateur (2003-2014) Président du Conseil Général (2001-2025) Président de la CC du Pays Riolais (1999-2014) Conseiller régional (1998-2001) Maire de Rioz (1995-2001) Maire de Chaux-la-Lotière (1982-1995) |

### Conseillers départementaux à partir de 2015
| Période élective | Période élective | Mandat | Mandat           | Identité        | Nuance | Nuance | Qualité |
| ---------------- | ---------------- | ------ | ---------------- | --------------- | ------ | ------ | --- |
| 2015             | 2021             | 2015   | 2021             | Edwige Eme      |        | DVG    | Infirmière scolaire en disponibilité, ancienne assistante parlementaire de Jean-Michel Villaumé Maire de Fontenois-lès-Montbozon (2020 → ) Vice-présidente du conseil départemental de la Haute-Saône (2016 → ) Ancienne conseillère générale du canton de Montbozon (2004 → 2015) |
| 2015             | 2021             | 2015   | 2021             | Yves Krattinger |        | DVG    | Président du conseil départemental de la Haute-Saône (2001 → 2025) |
| 2021             | 2028             | 2021   | en cours         | Edwige Eme      |        | DVG    | Maire de Fontenois-lès-Montbozon |
| 2021             | 2028             | 2021   | 2025 (démission) | Yves Krattinger |        | DVG    | Président du conseil départemental (2001 → 2025) |
| 2021             | 2028             | 2025   | en cours         | Hervé Béliard   |        | DVG    | Adjoint au maire de Bussières |

### Résultats détaillés

#### Élections de mars 2015
À l'issue du 1er tour des élections départementales de 2015, trois binômes sont en ballotage : Edwige Eme et Yves Krattinger (PS, 44,54 %), Jacques Bard et Lucienne Brullot (FN, 26,69 %) et Anne Delaborde et Gilles Mainier (Union de la Droite, 22,49 %). Le taux de participation est de 64,23 % (7 404 votants sur 11 527 inscrits) contre 59,21 % au niveau départemental et 50,17 % au niveau national.
Au second tour, Edwige Eme et Yves Krattinger (PS) sont élus avec 50,22 % des suffrages exprimés et un taux de participation de 64,95 % (3 613 voix pour 7 486 votants et 11 526 inscrits).
Yves Krattinger a quitté le PS.

#### Élections de juin 2021
Le premier tour des élections départementales de 2021 est marqué par un très faible taux de participation (33,26 % au niveau national). Dans le canton de Rioz, ce taux de participation est de 43,96 % (5 313 votants sur 12 085 inscrits) contre 40,34 % au niveau départemental. À l'issue de ce premier tour,  le binôme constitué de Edwige Eme et Yves Krattinger (DVG , 67,19 %), est élu avec 67,19 % des suffrages exprimés.

## Composition

### Composition avant 2015
Le canton de Rioz regroupait 27 communes.
| Nom                      | Code Insee | Codepostal | Superficie (km2) | Population (dernière pop. légale) | Densité (hab./km2) |
| ------------------------ | ---------- | ---------- | ---------------- | --------------------------------- | ------------------ |
| Rioz (chef-lieu)         | 70447      | 70190      | 17,20            | 2 004 (2012)                      | 117                |
| Aulx-lès-Cromary         | 70036      | 70190      | 4,33             | 139 (2012)                        | 32                 |
| Boulot                   | 70084      | 70190      | 7,08             | 634 (2012)                        | 90                 |
| Boult                    | 70085      | 70190      | 14,62            | 559 (2012)                        | 38                 |
| Bussières                | 70107      | 70190      | 6,11             | 342 (2012)                        | 56                 |
| Buthiers                 | 70109      | 70190      | 5,69             | 306 (2012)                        | 54                 |
| Chambornay-lès-Bellevaux | 70118      | 70190      | 5,89             | 173 (2012)                        | 29                 |
| Chaux-la-Lotière         | 70145      | 70190      | 8,88             | 395 (2012)                        | 44                 |
| Cirey                    | 70154      | 70190      | 13,09            | 351 (2012)                        | 27                 |
| Cordonnet                | 70174      | 70190      | 10,45            | 130 (2012)                        | 12                 |
| Cromary                  | 70189      | 70190      | 5,36             | 240 (2012)                        | 45                 |
| Fondremand               | 70239      | 70190      | 16,43            | 182 (2012)                        | 11                 |
| Hyet                     | 70288      | 70190      | 6,47             | 101 (2012)                        | 16                 |
| Maizières                | 70325      | 70190      | 11,68            | 306 (2012)                        | 26                 |
| La Malachère             | 70326      | 70190      | 5,46             | 288 (2012)                        | 53                 |
| Montarlot-lès-Rioz       | 70355      | 70190      | 9,66             | 294 (2012)                        | 30                 |
| Neuvelle-lès-Cromary     | 70383      | 70190      | 6,29             | 346 (2012)                        | 55                 |
| Pennesières              | 70405      | 70190      | 9,07             | 178 (2012)                        | 20                 |
| Perrouse                 | 70407      | 70190      | 4,39             | 247 (2012)                        | 56                 |
| Quenoche                 | 70431      | 70190      | 9,71             | 231 (2012)                        | 24                 |
| Recologne-lès-Rioz       | 70441      | 70190      | 10,18            | 236 (2012)                        | 23                 |
| Sorans-lès-Breurey       | 70493      | 70190      | 14,37            | 420 (2012)                        | 29                 |
| Traitiéfontaine          | 70503      | 70190      | 5,92             | 157 (2012)                        | 27                 |
| Trésilley                | 70507      | 70190      | 11,08            | 223 (2012)                        | 20                 |
| Vandelans                | 70519      | 70190      | 3,08             | 115 (2012)                        | 37                 |
| Villers-Bouton           | 70560      | 70190      | 5,26             | 166 (2012)                        | 32                 |
| Voray-sur-l'Ognon        | 70575      | 70190      | 6,90             | 801 (2012)                        | 116                |

### Composition depuis 2015
Depuis le redécoupage cantonal de 2014 en France, le canton compte 52 communes entières.
| Nom                                      | Code Insee | Intercommunalité                      | Superficie (km2) | Population (dernière pop. légale) | Densité (hab./km2) | Modifier                                    |
| ---------------------------------------- | ---------- | ------------------------------------- | ---------------- | --------------------------------- | ------------------ | ------------------------------------------- |
| Rioz (bureau centralisateur)             | 70447      | CC du Pays Riolais                    | 17,20            | 2 432 (2022)                      | 141                | modifier les données · modifier les données |
| Aulx-lès-Cromary                         | 70036      | CC du Pays Riolais                    | 4,33             | 158 (2022)                        | 36                 | modifier les données · modifier les données |
| Authoison                                | 70038      | CC du Pays de Montbozon et du Chanois | 16,02            | 314 (2022)                        | 20                 | modifier les données · modifier les données |
| La Barre                                 | 70050      | CC du Pays de Montbozon et du Chanois | 1,93             | 99 (2022)                         | 51                 | modifier les données · modifier les données |
| Beaumotte-Aubertans                      | 70059      | CC du Pays de Montbozon et du Chanois | 13,57            | 476 (2022)                        | 35                 | modifier les données · modifier les données |
| Besnans                                  | 70065      | CC du Pays de Montbozon et du Chanois | 2,94             | 75 (2022)                         | 26                 | modifier les données · modifier les données |
| Bouhans-lès-Montbozon                    | 70082      | CC du Pays de Montbozon et du Chanois | 5,15             | 125 (2022)                        | 24                 | modifier les données · modifier les données |
| Boulot                                   | 70084      | CC du Pays Riolais                    | 7,08             | 653 (2022)                        | 92                 | modifier les données · modifier les données |
| Boult                                    | 70085      | CC du Pays Riolais                    | 14,62            | 708 (2022)                        | 48                 | modifier les données · modifier les données |
| Bussières                                | 70107      | CC du Pays Riolais                    | 6,11             | 432 (2022)                        | 71                 | modifier les données · modifier les données |
| Buthiers                                 | 70109      | CC du Pays Riolais                    | 5,69             | 326 (2022)                        | 57                 | modifier les données · modifier les données |
| Cenans                                   | 70113      | CC du Pays de Montbozon et du Chanois | 5,02             | 133 (2022)                        | 26                 | modifier les données · modifier les données |
| Chambornay-lès-Bellevaux                 | 70118      | CC du Pays Riolais                    | 5,89             | 185 (2022)                        | 31                 | modifier les données · modifier les données |
| Chassey-lès-Montbozon                    | 70137      | CC du Pays de Montbozon et du Chanois | 15,60            | 230 (2022)                        | 15                 | modifier les données · modifier les données |
| Chaux-la-Lotière                         | 70145      | CC du Pays Riolais                    | 8,88             | 521 (2022)                        | 59                 | modifier les données · modifier les données |
| Cirey                                    | 70154      | CC du Pays Riolais                    | 13,09            | 371 (2022)                        | 28                 | modifier les données · modifier les données |
| Cognières                                | 70159      | CC du Pays de Montbozon et du Chanois | 3,93             | 101 (2022)                        | 26                 | modifier les données · modifier les données |
| Cordonnet                                | 70174      | CC du Pays Riolais                    | 10,45            | 147 (2022)                        | 14                 | modifier les données · modifier les données |
| Cromary                                  | 70189      | CC du Pays Riolais                    | 5,36             | 249 (2022)                        | 46                 | modifier les données · modifier les données |
| Dampierre-sur-Linotte                    | 70197      | CC du Pays de Montbozon et du Chanois | 32,48            | 766 (2022)                        | 24                 | modifier les données · modifier les données |
| Échenoz-le-Sec                           | 70208      | CC du Pays de Montbozon et du Chanois | 15,47            | 284 (2022)                        | 18                 | modifier les données · modifier les données |
| Filain                                   | 70234      | CC du Pays de Montbozon et du Chanois | 15,79            | 219 (2022)                        | 14                 | modifier les données · modifier les données |
| Fondremand                               | 70239      | CC du Pays Riolais                    | 16,43            | 199 (2022)                        | 12                 | modifier les données · modifier les données |
| Fontenois-lès-Montbozon                  | 70243      | CC du Pays de Montbozon et du Chanois | 14,27            | 317 (2022)                        | 22                 | modifier les données · modifier les données |
| Hyet                                     | 70288      | CC du Pays Riolais                    | 6,47             | 119 (2022)                        | 18                 | modifier les données · modifier les données |
| Larians-et-Munans                        | 70296      | CC du Pays de Montbozon et du Chanois | 2,50             | 280 (2022)                        | 112                | modifier les données · modifier les données |
| Loulans-Verchamp                         | 70309      | CC du Pays de Montbozon et du Chanois | 8,16             | 457 (2022)                        | 56                 | modifier les données · modifier les données |
| Le Magnoray                              | 70316      | CC du Pays de Montbozon et du Chanois | 3,55             | 87 (2022)                         | 25                 | modifier les données · modifier les données |
| Maizières                                | 70325      | CC du Pays Riolais                    | 11,68            | 324 (2022)                        | 28                 | modifier les données · modifier les données |
| La Malachère                             | 70326      | CC du Pays Riolais                    | 5,46             | 302 (2022)                        | 55                 | modifier les données · modifier les données |
| Maussans                                 | 70335      | CC du Pays de Montbozon et du Chanois | 3,92             | 56 (2022)                         | 14                 | modifier les données · modifier les données |
| Montarlot-lès-Rioz                       | 70355      | CC du Pays Riolais                    | 9,66             | 314 (2022)                        | 33                 | modifier les données · modifier les données |
| Montbozon                                | 70357      | CC du Pays de Montbozon et du Chanois | 8,63             | 545 (2022)                        | 63                 | modifier les données · modifier les données |
| Neuvelle-lès-Cromary                     | 70383      | CC du Pays Riolais                    | 6,29             | 441 (2022)                        | 70                 | modifier les données · modifier les données |
| Ormenans                                 | 70397      | CC du Pays de Montbozon et du Chanois | 3,61             | 85 (2022)                         | 24                 | modifier les données · modifier les données |
| Pennesières                              | 70405      | CC du Pays Riolais                    | 9,07             | 193 (2022)                        | 21                 | modifier les données · modifier les données |
| Perrouse                                 | 70407      | CC du Pays Riolais                    | 4,39             | 279 (2022)                        | 64                 | modifier les données · modifier les données |
| Quenoche                                 | 70431      | CC du Pays Riolais                    | 9,71             | 241 (2022)                        | 25                 | modifier les données · modifier les données |
| Recologne-lès-Rioz                       | 70441      | CC du Pays Riolais                    | 10,18            | 270 (2022)                        | 27                 | modifier les données · modifier les données |
| Roche-sur-Linotte-et-Sorans-les-Cordiers | 70449      | CC du Pays de Montbozon et du Chanois | 9,34             | 68 (2022)                         | 7,3                | modifier les données · modifier les données |
| Ruhans                                   | 70456      | CC du Pays Riolais                    | 4,95             | 149 (2022)                        | 30                 | modifier les données · modifier les données |
| Sorans-lès-Breurey                       | 70493      | CC du Pays Riolais                    | 14,37            | 433 (2022)                        | 30                 | modifier les données · modifier les données |
| Thieffrans                               | 70500      | CC du Pays de Montbozon et du Chanois | 9,36             | 165 (2022)                        | 18                 | modifier les données · modifier les données |
| Thiénans                                 | 70501      | CC du Pays de Montbozon et du Chanois | 4,11             | 113 (2022)                        | 27                 | modifier les données · modifier les données |
| Traitiéfontaine                          | 70503      | CC du Pays Riolais                    | 5,92             | 160 (2022)                        | 27                 | modifier les données · modifier les données |
| Trésilley                                | 70507      | CC du Pays Riolais                    | 11,08            | 275 (2022)                        | 25                 | modifier les données · modifier les données |
| Vandelans                                | 70519      | CC du Pays Riolais                    | 3,08             | 109 (2022)                        | 35                 | modifier les données · modifier les données |
| Vellefaux                                | 70532      | CC du Pays de Montbozon et du Chanois | 10,02            | 533 (2022)                        | 53                 | modifier les données · modifier les données |
| Villers-Bouton                           | 70560      | CC du Pays Riolais                    | 5,26             | 178 (2022)                        | 34                 | modifier les données · modifier les données |
| Villers-Pater                            | 70565      | CC du Pays de Montbozon et du Chanois | 4,67             | 49 (2022)                         | 10                 | modifier les données · modifier les données |
| Voray-sur-l'Ognon                        | 70575      | CC du Pays Riolais                    | 6,90             | 867 (2022)                        | 126                | modifier les données · modifier les données |
| Vy-lès-Filain                            | 70583      | CC du Pays de Montbozon et du Chanois | 5,31             | 139 (2022)                        | 26                 | modifier les données · modifier les données |
| Canton de Rioz                           | 7012       |                                       | 454,95           | 16 751 (2022)                     | 37                 | modifier les données                        |

## Démographie

### Démographie avant 2015
| 1962  | 1968  | 1975  | 1982  | 1990  | 1999  | 2006  | 2011  | 2012  |
| ----- | ----- | ----- | ----- | ----- | ----- | ----- | ----- | ----- |
| 4 400 | 4 242 | 4 690 | 5 333 | 5 981 | 6 981 | 8 565 | 9 352 | 9 564 |

### Démographie depuis 2015
En 2022, le canton comptait 16 751 habitants, en évolution de +3,71 % par rapport à 2016 (Haute-Saône : −1,4 %, France hors Mayotte : +2,11 %).
| 2013   | 2018   | 2022   |
| ------ | ------ | ------ |
| 15 624 | 16 397 | 16 751 |